# Meilleur joueur de l'année de Serie A
Le titre de meilleur joueur de Serie A (italien : Migliore calciatore assoluto) est un trophée annuel attribué par l'Associazione Italiana Calciatori (Association italienne des footballeurs) au joueur évoluant dans le championnat d'Italie ayant effectué les meilleures prestations. Ce trophée fait partie des «Gran Galà del Calcio AIC» et est considéré comme le plus prestigieux en Italie.

## Vainqueurs

### Oscars del calcio
| Année | Joueur                           | Club             | Matchs | Buts |
| ----- | -------------------------------- | ---------------- | ------ | ---- |
| 1997  | Roberto Mancini                  | Sampdoria        | 33     | 15   |
| 1998  | Ronaldo                          | Inter Milan      | 32     | 25   |
| 1999  | Christian Vieri                  | Lazio            | 22     | 12   |
| 2000  | Francesco Totti                  | AS Roma          | 27     | 7    |
| 2001  | Zinédine Zidane                  | Juventus         | 33     | 6    |
| 2002  | David Trezeguet                  | Juventus         | 34     | 24   |
| 2003  | Pavel Nedvěd Francesco Totti (2) | Juventus AS Roma | 29 24  | 9 14 |
| 2004  | Kaká                             | AC Milan         | 30     | 10   |
| 2005  | Alberto Gilardino                | Parma            | 38     | 23   |
| 2006  | Fabio Cannavaro                  | Juventus         | 36     | 4    |
| 2007  | Kaká (2)                         | AC Milan         | 31     | 8    |
| 2008  | Zlatan Ibrahimović               | Inter Milan      | 26     | 17   |
| 2009  | Zlatan Ibrahimović               | Inter Milan      | 35     | 25   |
| 2010  | Diego Milito                     | Inter Milan      | 35     | 22   |

### Gran Galà del Calcio AIC
| Année | Joueur                 | Club        | Matchs | Buts |
| ----- | ---------------------- | ----------- | ------ | ---- |
| 2011  | Zlatan Ibrahimović (3) | AC Milan    | 29     | 14   |
| 2012  | Andrea Pirlo           | Juventus    | 37     | 3    |
| 2013  | Andrea Pirlo           | Juventus    | 32     | 5    |
| 2014  | Andrea Pirlo (3)       | Juventus    | 30     | 4    |
| 2015  | Carlos Tévez           | Juventus    | 32     | 20   |
| 2016  | Leonardo Bonucci       | Juventus    | 36     | 3    |
| 2017  | Gianluigi Buffon       | Juventus    | 30     | 0    |
| 2018  | Mauro Icardi           | Inter Milan | 34     | 29   |
| 2019  | Cristiano Ronaldo      | Juventus    | 31     | 21   |
| 2020  | Paulo Dybala           | Juventus    | 33     | 11   |
| 2021  | Romelu Lukaku          | Inter Milan | 36     | 24   |
| 2022  | Rafael Leão            | AC Milan    | 32     | 10   |
| 2023  | Khvicha Kvaratskhelia  | Napoli      | 33     | 12   |
| 2024  | Lautaro Martínez       | Inter Milan | 33     | 24   |
| 2025  | Scott McTominay        | Napoli      | 34     | 12   |

## Synthèse

### Par club
| Club        | Nombre total de titres | Joueurs sacrés |
| ----------- | ---------------------- | -------------- |
| Juventus    | 12                     | 9              |
| Inter Milan | 7                      | 6              |
| AC Milan    | 3                      | 3              |
| Napoli      | 2                      | 2              |
| AS Roma     | 2                      | 1              |
| Lazio       | 1                      | 1              |
| Parme       | 1                      | 1              |
| Sampdoria   | 1                      | 1              |

### Par pays
| Pays      | Nombre total de titres | Joueurs sacrés |
| --------- | ---------------------- | -------------- |
| Italie    | 11                     | 8              |
| Argentine | 5                      | 5              |
| Brésil    | 3                      | 2              |
| France    | 2                      | 2              |
| Suède     | 3                      | 1              |
| Portugal  | 2                      | 2              |
| Tchéquie  | 1                      | 1              |
| Belgique  | 1                      | 1              |
| Écosse    | 1                      | 1              |

### Par poste
| Poste du joueur | Nombre total de titres | Joueurs sacrés |
| --------------- | ---------------------- | -------------- |
| Attaquant       | 17                     | 13             |
| Milieu          | 8                      | 5              |
| Défenseur       | 2                      | 2              |
| Gardien         | 1                      | 1              |